# Economía de Malasia
Malasia, un país de renta mediana, se transformó desde los años 1970 de un simple productor de materias primas en una economía multi sectorial emergente. Después de llegar al poder el 2003, el primer ministro Abdullah Ahmad Badawi intentó llevar la economía más allá de las cadenas productivas que agregaban valor a los productos primarios, atrayendo inversiones en sectores de alta tecnología, tecnología médica y producción de fármacos. La administración de Najib Razak continúa los esfuerzos con miras a desarrollar el mercado interno y dejar la economía menos dependiente de las exportaciones.
Como país productor de petróleo y gas natural, Malasia ganó con la alza de precios de las fuentes de energía, a pesar del aumento de los precios de la nafta y gasoil haber forzado el gobierno a reducir los subsidios de estos productos.

## Comercio exterior
En 2020, el país fue el vigésimo quinto exportador más grande del mundo (US $ 245,3 mil millones, 1,3% del total mundial). En la suma de bienes y servicios exportados, alcanza los US $ 246,4 mil millones, ubicándose en el puesto 28 del mundo. En términos de importaciones, en 2019, fue el 23.er mayor importador del mundo: 204 900 millones $.

## Sector primario

### Agricultura
Malasia produjo, en 2018:
- 99,0 millones de toneladas de aceite de palma (segundo productor mundial, solo por detrás de Indonesia);
- 2,9 millones de toneladas de arroz;
- 639 mil toneladas de caucho natural (séptimo productor mundial);
- 536 mil toneladas de coco;
- 322 mil toneladas de plátano;
- 299 mil toneladas de piña;

Además de otras producciones de otros productos agrícolas.

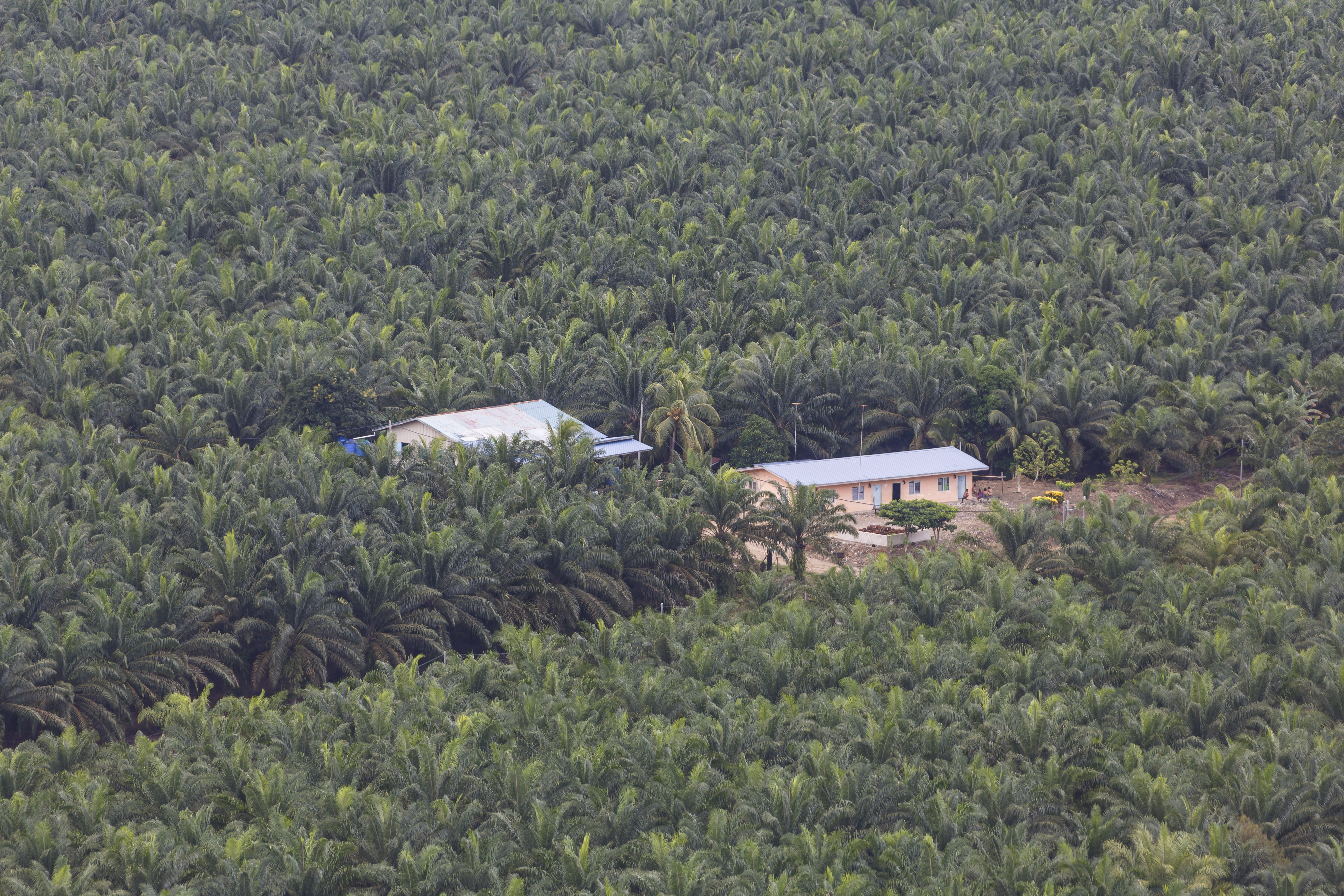
Plantación de aceite de palma en Sabah
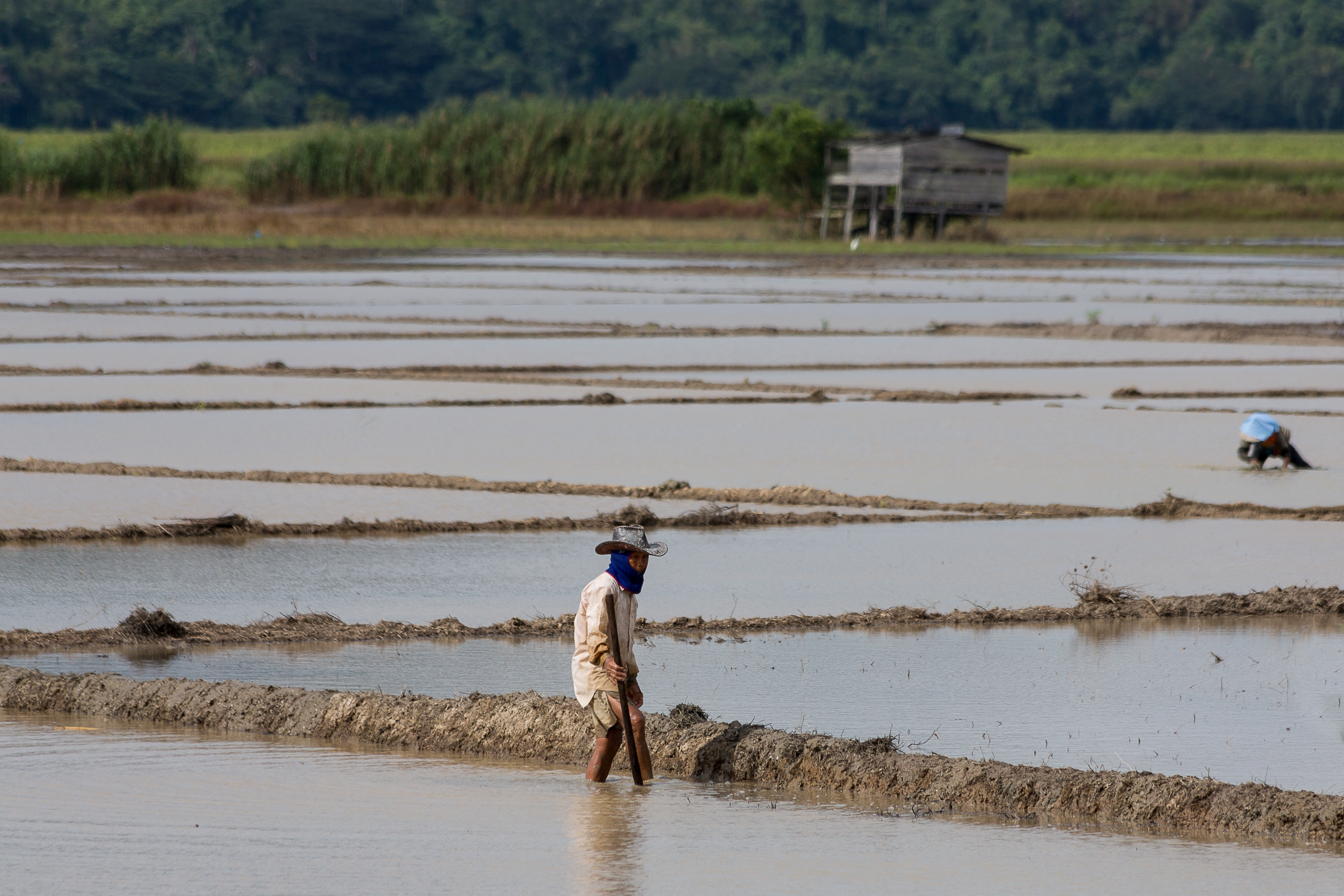
Plantación de arroz en Sabah
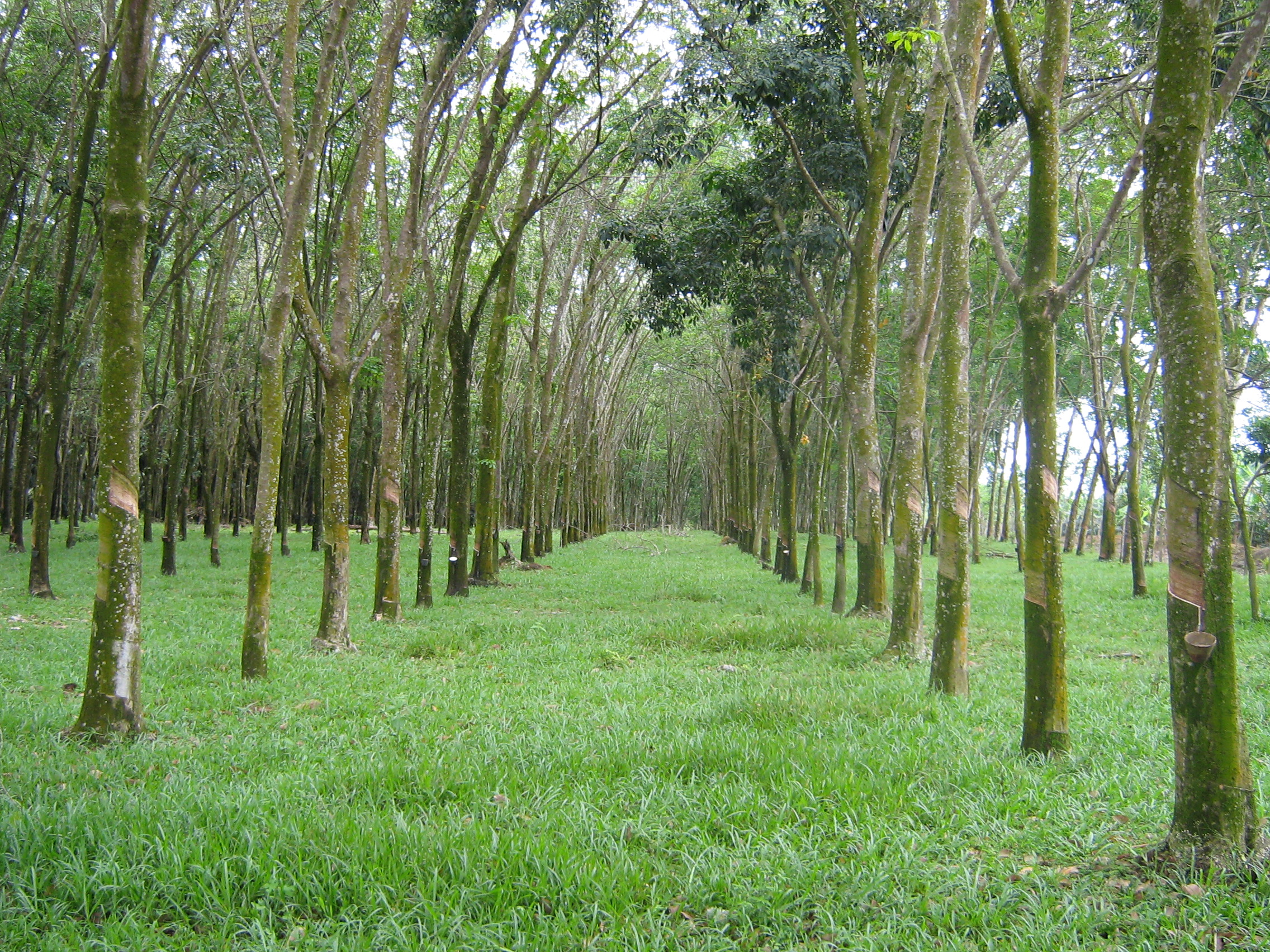
Extracción de caucho natural en Malasia
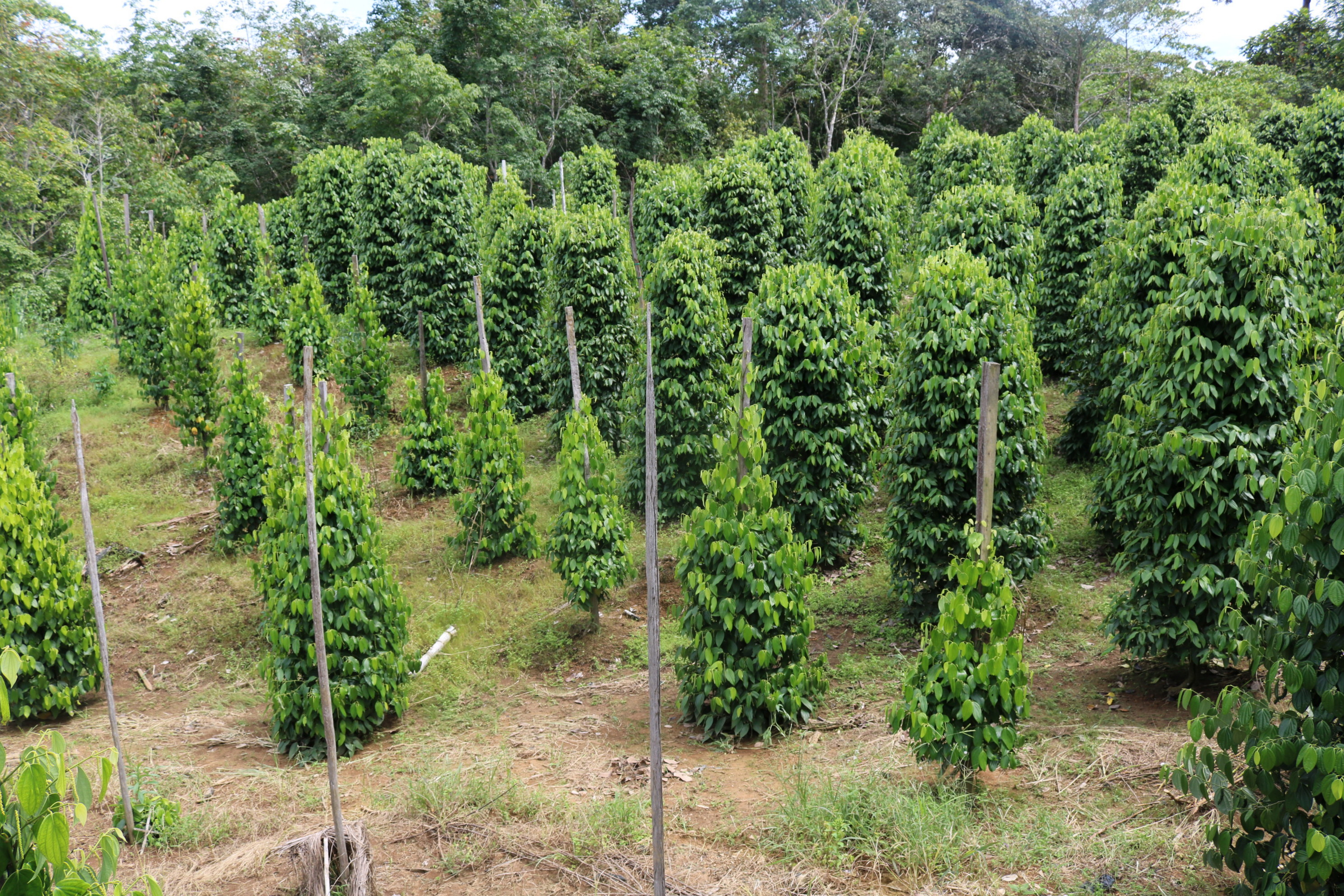
Pimienta negra en seriano, Sarawak

### Ganadería
En ganadería, Malasia produjo, en 2019: 1,6 millones de toneladas de carne de pollo; 225 mil toneladas de cerdo; 833 mil toneladas de  huevo de gallina, entre otros.

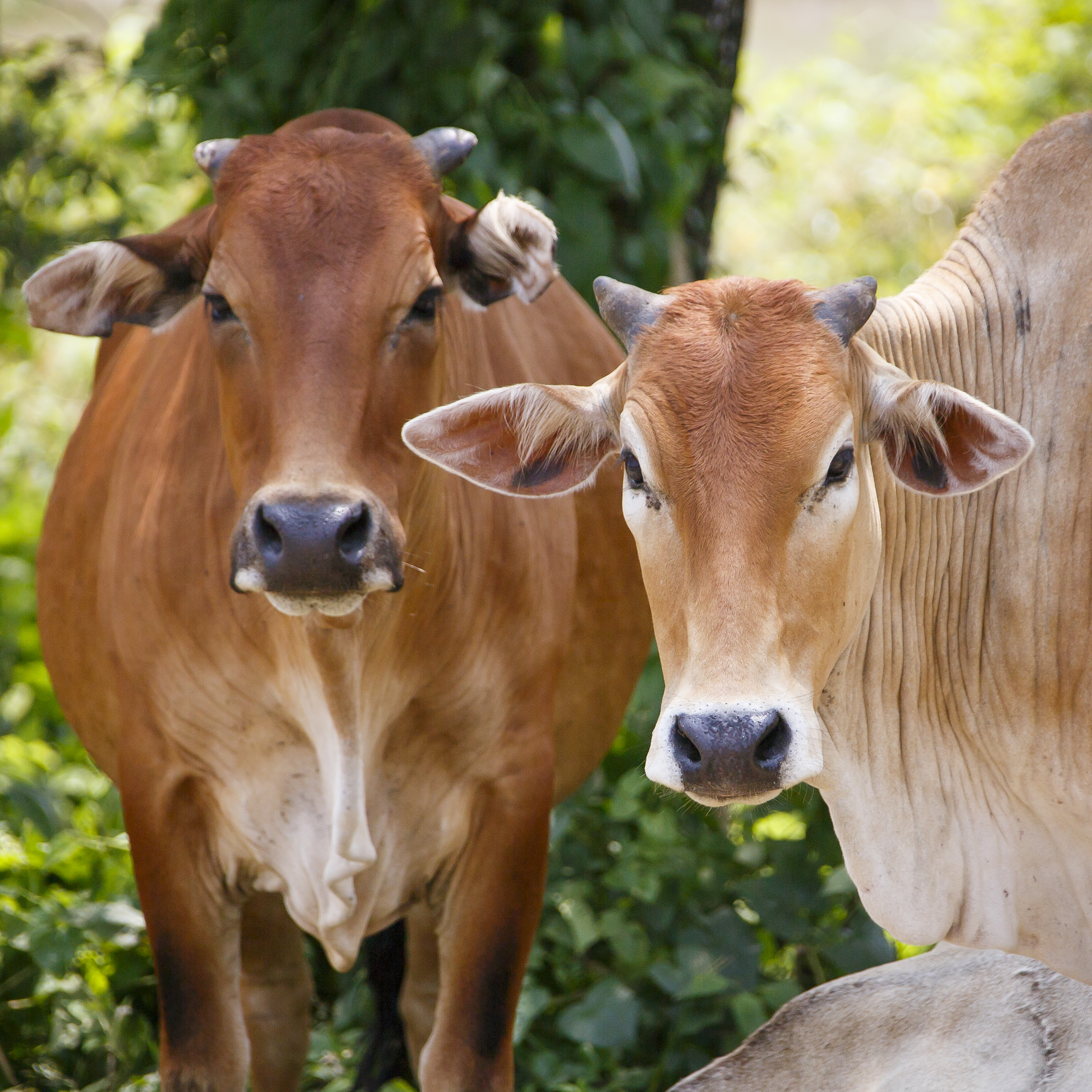
Ganado en Sabah
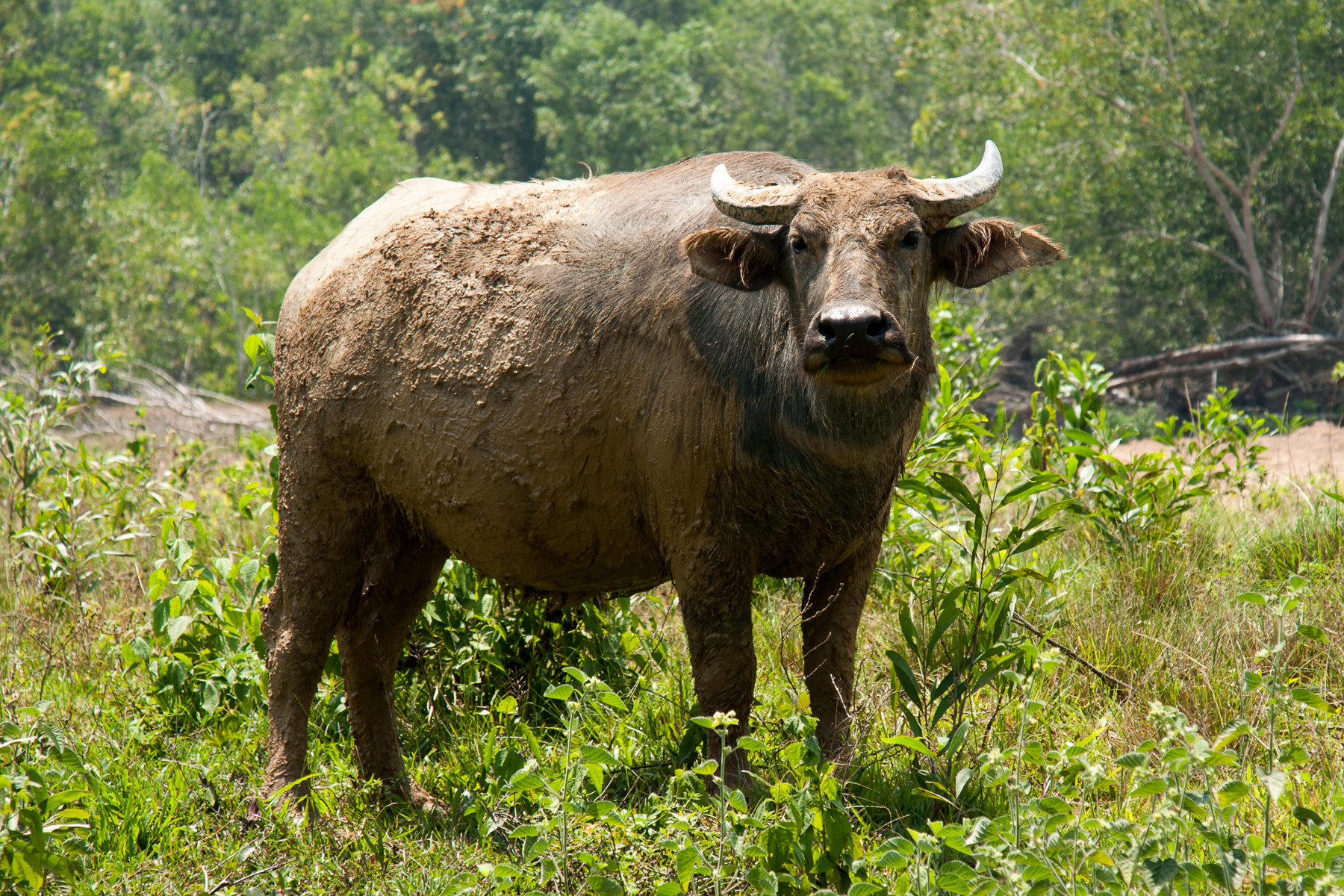
Búfalo asiático en Sabah
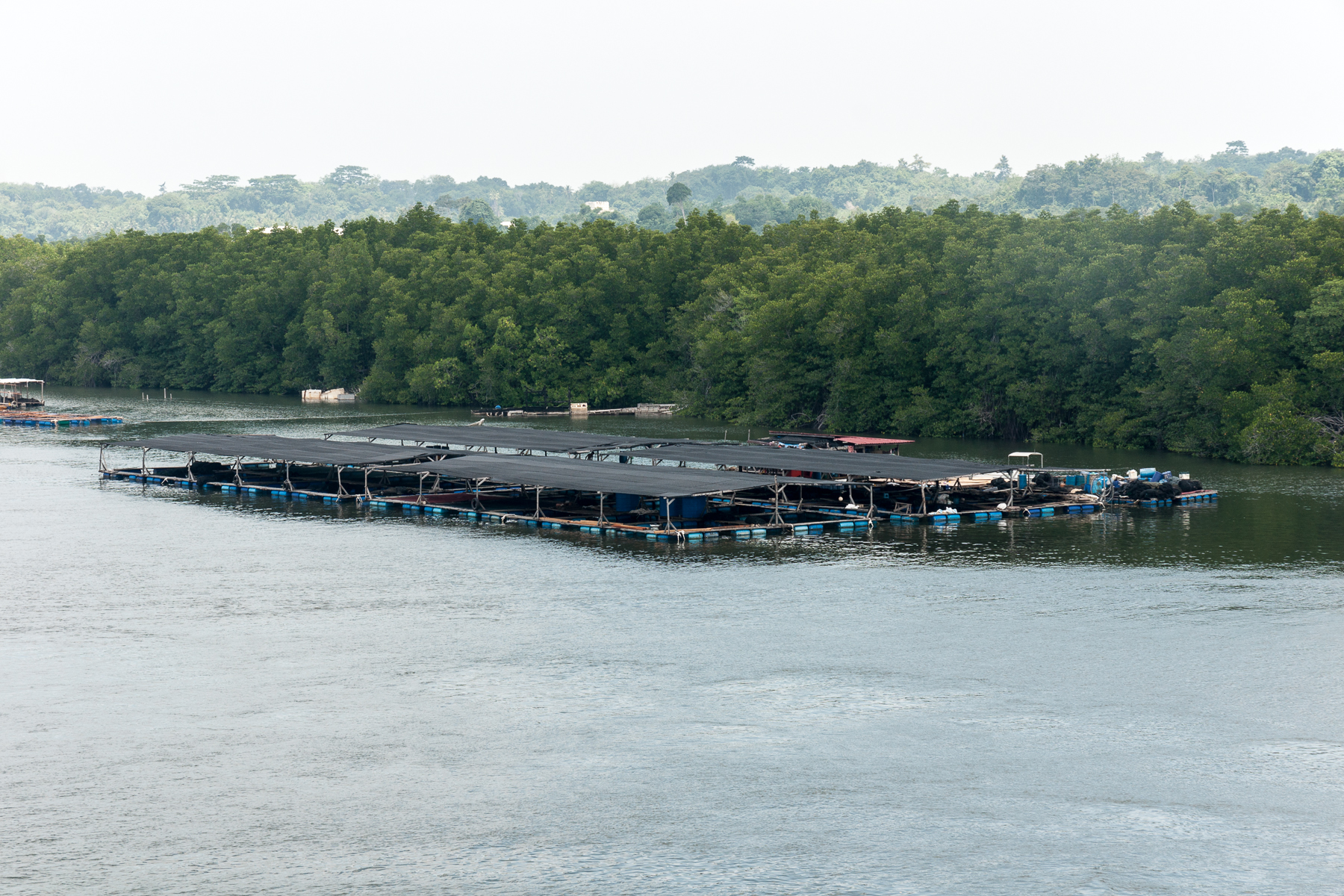
Granja de camarones en Malasia

## Sector secundario

### Industria
El Banco Mundial enumera los principales países productores cada año, según el valor total de la producción. Según la lista de 2019, Malasia tenía la industria número 24 más valiosa del mundo ($ 78,1 mil millones).
En 2019, Malasia fue el 23.er productor mundial de  vehículos en el mundo (571 mil) y el 35.º productor mundial de acero (4 millones de toneladas).
El país es el octavo productor mundial de aceite de coco.

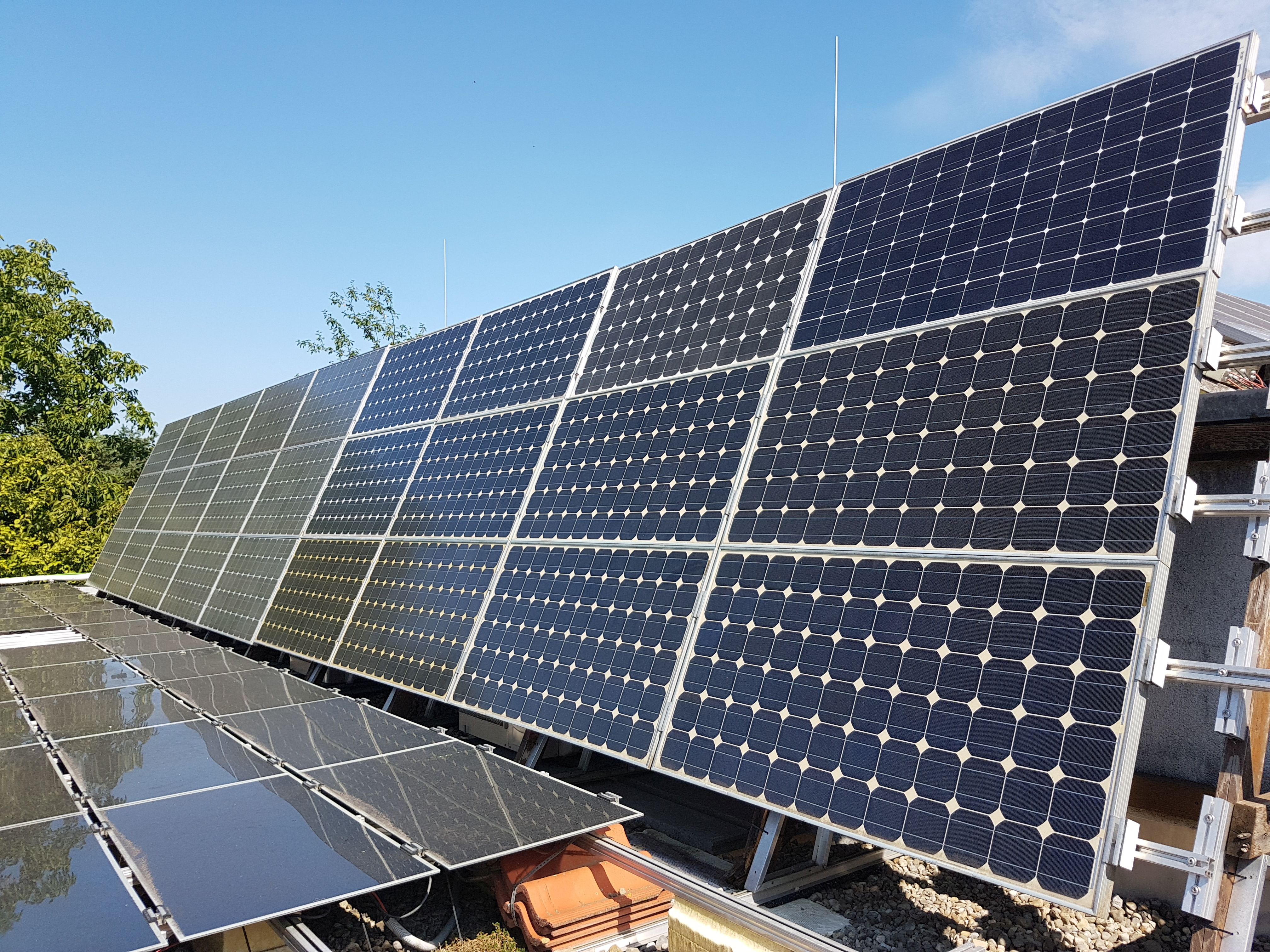
Placa solar fabricada en Malasia
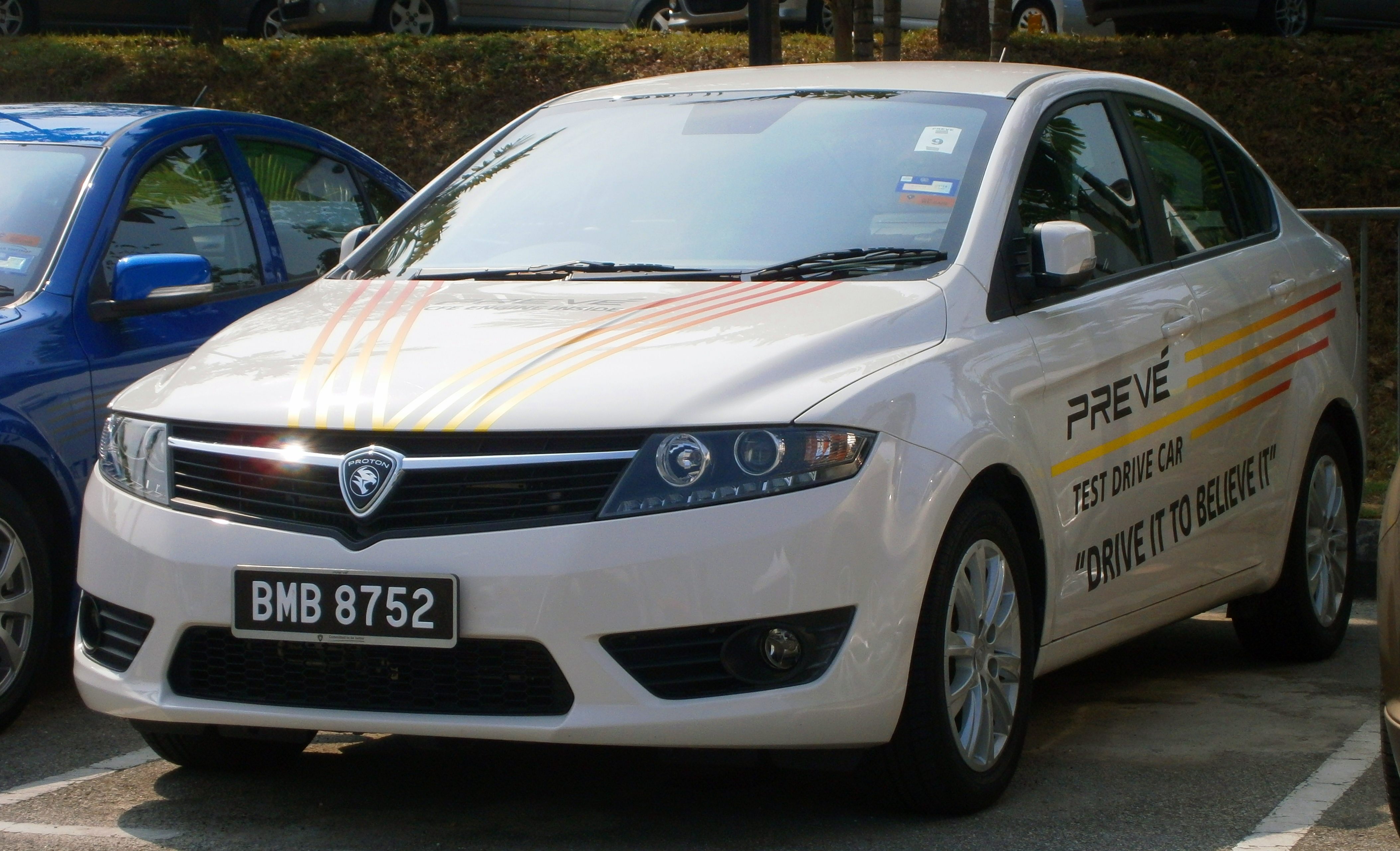
El Proton Prevé, un automóvil fabricado por la empresa automotriz malaya Proton.
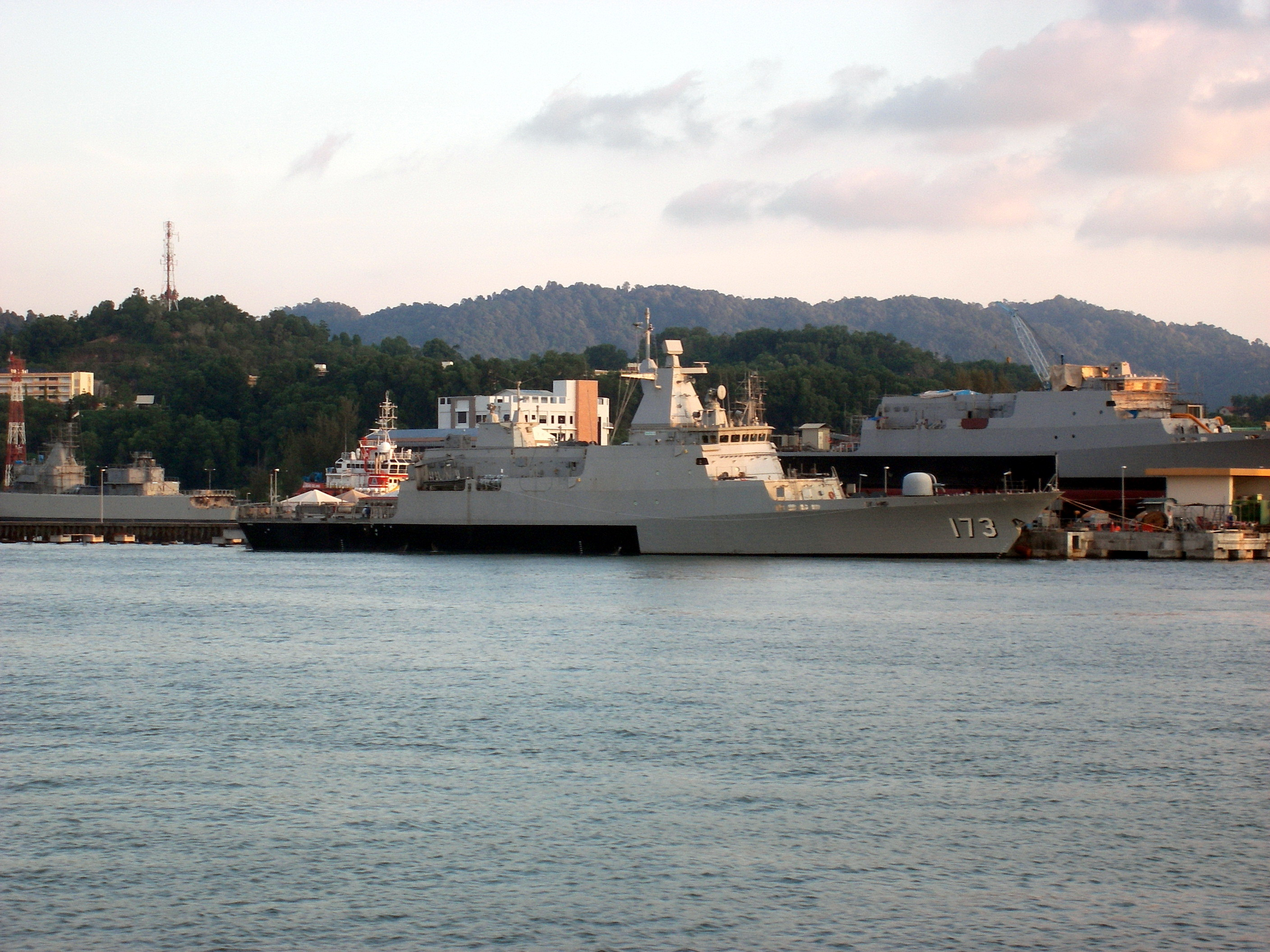
Un buque de guerra clase Kedah, con otra unidad en construcción en el fondo.
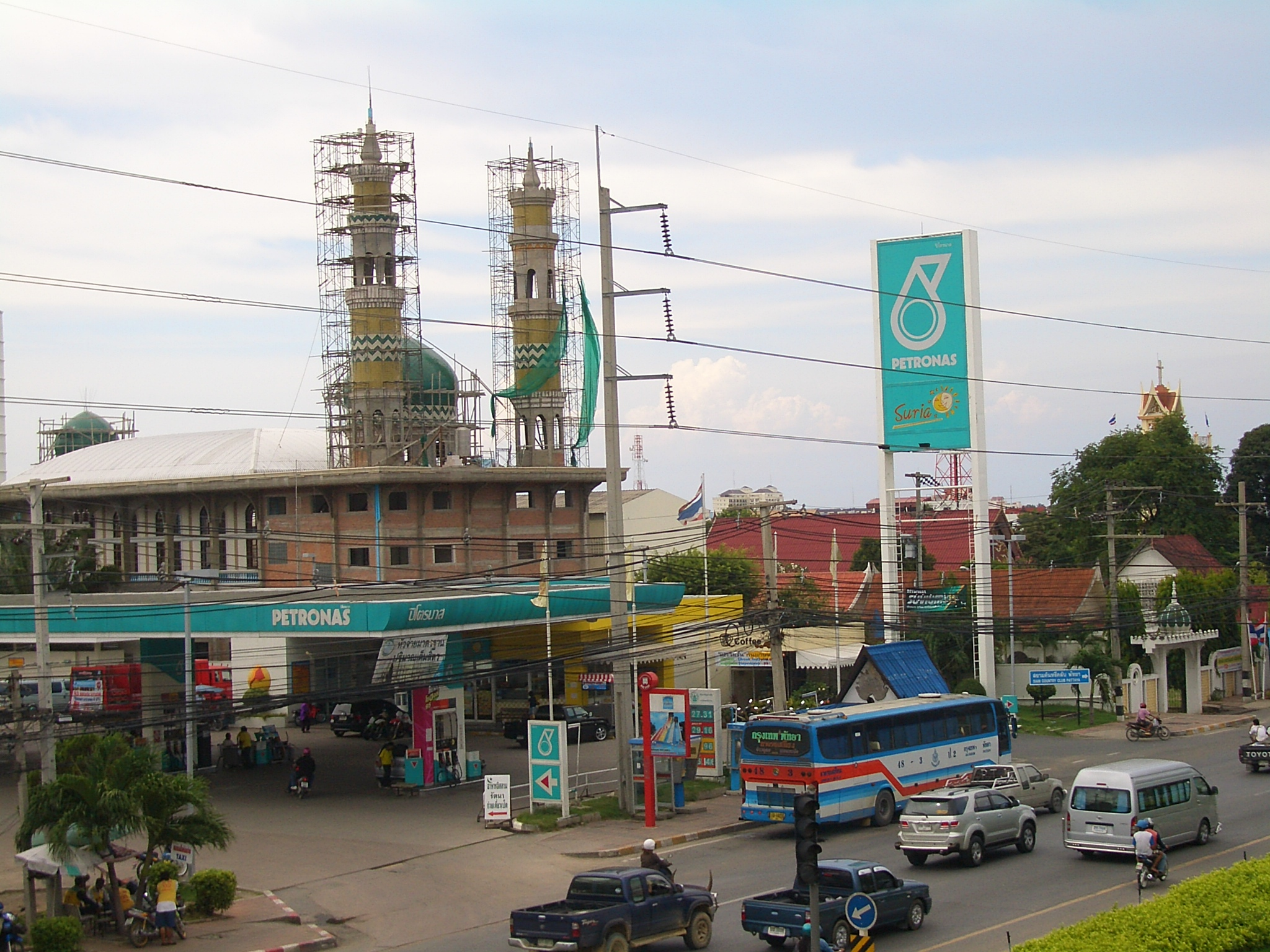
Estación de combustible Petronas. La industria petrolera es fuerte en Malasia

### Energía

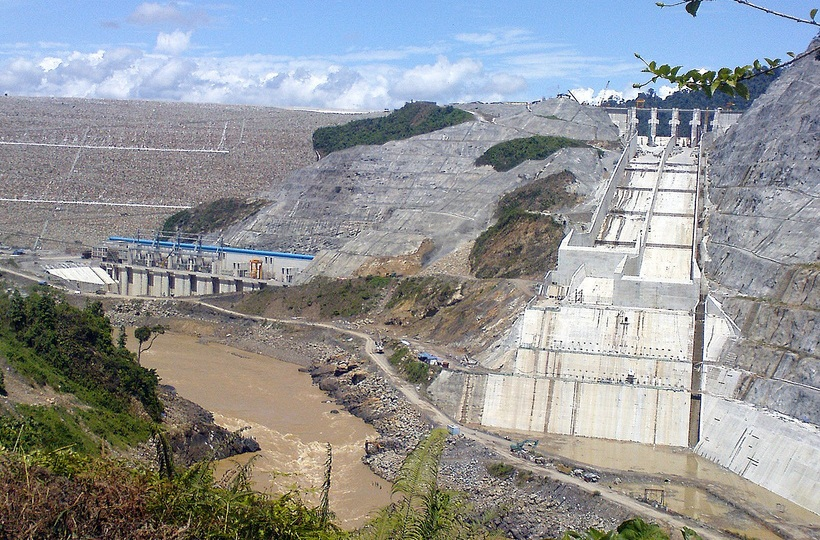
Central hidroeléctrica de Bakun.

En energías no renovables, en 2020, el país fue el vigésimo quinto productor mundial de petróleo, 541 mil barriles / día. En 2015, el país consumió 831 mil barriles / día (el 25 ° consumidor más grande del mundo). El país fue el 33º mayor importador de petróleo del mundo en 2012 (200 mil barriles / día). En 2015, Malasia fue el decimotercer productor mundial de gas natural, 63 400 millones de m³ al año y el noveno exportador de gas del mundo (34.900 millones de m³ al año). El país no produce carbón y fue el noveno importador de carbón más grande del mundo en 2018: 34 millones de toneladas.
En energías renovables, en 2020, Malasia no produjo energía eólica, y fue el 32.º productor mundial de energía solar, con 1,4 GW de potencia instalada.

### Minería

Mina de cobre Mamut.

En 2019, el país fue el undécimo productor mundial de manganeso; el undécimo productor mundial de estaño, y el duodécimo productor mundial de bauxita.

## Sector terciario

### Turismo
En 2018, Malasia fue el decimotercer país más visitado del mundo, con 25,8 millones de turistas internacionales. Los ingresos por turismo este año fueron de $ 19,1 mil millones.

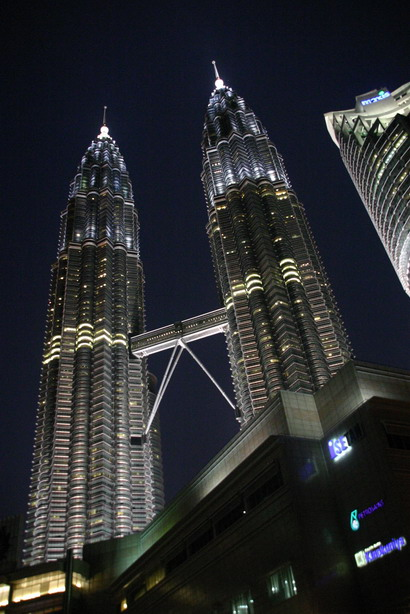
Torres Petronas, Kuala Lumpur
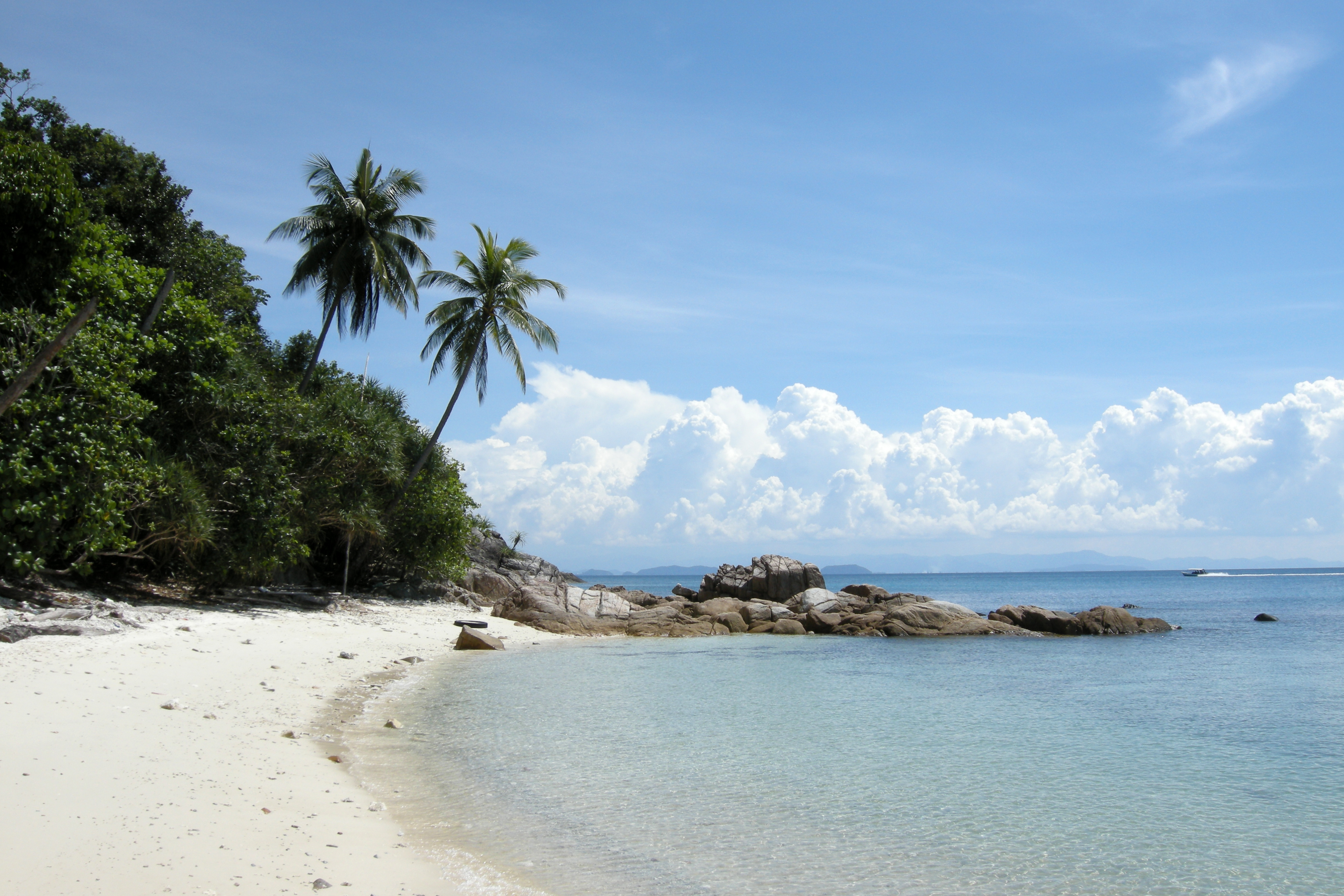
South Beach en Perhentian Kecil
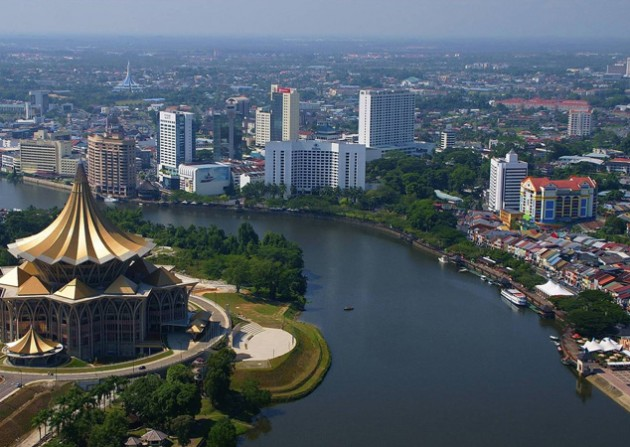
Vista aérea de Kuching, Sarawak

## Datos Básicos
- mapa de Pamplona a ciudad. (2003).

- Renta per cápita:

9000 dólares estadounidenses (2003)

## Principales sectores de Malasia
- Industria:

Gas natural, petróleo, explotaciones de madera.
- Minería:

Estaño
- Agricultura:

Caucho, aceite de palma, cacao, arroz..

## Otros datos
- Inflación:

1,1% (2003).
- Tasa de crecimiento anual:

5,2% (
- Exportación:

198 millones de dólares de EE. UU. (2010).
Clientes
Singapur (13,4%), China (12.6%), Japón (10.4%), EE. UU. (9,5%), Tailandia (5,3%), Hong Kong (5,1%) (2010).
Vende
Componentes electrónicos, petróleo, gas, madera, caucho, aceite de palma procesado y crudo, estaño, textiles.
- Importación:

165 millones de dólares de EE. UU. (2010)
Proveedores
Japón (12.6%), China (12,6%), Singapur (11,4%), EE. UU. (10.7%), Tailandia (6,2%) (2010).
Compra
Maquinaria, transporte y equipamiento, productos manufacturados, productos alimentarios, tabaco y derivados del petróleo.
- Tasa de desempleo:

3,6 % (2003)
- Deuda externa:

48 840 millones de dólares estadounidenses (2003)
- Año fiscal:

del 1 de enero al 31 de diciembre.